# Mark Kirk
Mark Steven Kirk (nacido el 15 de septiembre de 1959) es un político estadounidense miembro del Partido Republicano, que se desempeñó como senador juvenil de Illinois desde 2010 hasta 2017. Con anterioridad, Kirk fue miembro de la Cámara de Representantes de EE. UU., en representación del décimo distrito congresional de Illinois. Kirk se considera a sí mismo como un conservador social liberal y fiscal. 
Kirk fue elegido para la Cámara en 2000. Durante su quinto mandato en noviembre de 2010, ganó dos elecciones simultáneas : para terminar los últimos meses del mandato del exsenador Barack Obama y para servir en el próximo mandato de seis años. Prestó juramento el 29 de noviembre de 2010 y comenzó un período de seis años en el Senado en enero de 2011. En enero de 2012 Kirk sufrió un derrame cerebral,  y pasó un año completo antes de regresar a sus funciones en el Senado. El 8 de noviembre de 2016, fue derrotado en su intento por la reelección a su escaño en el Senado de los Estados Unidos por la demócrata Tammy Duckworth.